# Hrabia Arran
Hrabia Arran – brytyjski tytuł parowski.
Dodatkowymi tytułami hrabiego Arran są:
- wicehrabia Sudley
- baron Saunders
- baron Sudley

Najstarszy syn hrabiego Arran nosi tytuł wicehrabiego Sudley
Hrabiowie Arran 1. kreacji (parostwo Szkocji)
- 1467–1469: Thomas Boyd, 1. hrabia Arran

Hrabiowie Arran 2. i 3. kreacji (parostwo Szkocji)
- Patrz: Książę Hamilton

Hrabiowie Arran 4. kreacji (parostwo Irlandii)
- 1662–1686: Richard Butler, 1. hrabia Arran

Hrabiowie Arran 5. kreacji (parostwo Irlandii)
- 1693–1758: Charles Butler, 1. hrabia Arran

Hrabiowie Arran 6. kreacji (parostwo Irlandii)
- 1762–1773: Arthur Gore, 1. hrabia Arran
- 1773–1809: Arthur Saunders Gore, 2. hrabia Arran
- 1809–1837: Arthur Sanuders Gore, 3. hrabia Arran
- 1837–1884: Philip Yorke Gore, 4. hrabia Arran
- 1884–1901: Arthur Saunders William Charles Fox Gore, 5. hrabia Arran
- 1901–1958: Arthur Jocelyn Charles Gore, 6. hrabia Arran
- 1958–1958: Arthur Paul John James Charles Gore, 7. hrabia Arran
- 1958–1983: Arthur Strange Kattendyke David Archibald Gore, 8. hrabia Arran
- 1983 -: Arhur Desmond Colquhoun Gore, 9. hrabia Arran